# Kengo Kitazume
Kengo Kitazume (北爪 健吾?, Kitazume Kengo; Prefettura di Gunma, 30 aprile 1992) è un calciatore giapponese, difensore dello Shimizu S-Pulse.

## Palmarès

### Club

#### Competizioni nazionali
- J2 League: 1

Shimizu S-Pulse: 2024

### Nazionale
- Universiadi:   1

Kazan' 2013